# Memorial Snow/CLOSURE
「Memorial Snow/CLOSURE」（メモリアル・スノウ/クロージャー）はavex traxより2009年1月21日に発売されたTRFの31枚目シングル。

## 解説
両A面シングルで、CD+DVDとCDの2形態で発売されジャケット写真も異なる。
「Memorial Snow」は高須クリニックCFソング。また1993年のシングル「寒い夜だから…」のアンサーソング。
「CLOSURE」はトステム住研・アイフルホームTVCMソング。

## 収録曲
1. Memorial Snow
  - 作詞：leonn　作曲：原一博　編曲：h-wonder
2. CLOSURE
  - 作詞：川原京　作曲：DJ KOO　編曲：水島康貴
3. Memorial Snow (Radio Mix)
4. Memorial Snow-Instrumental-
5. CLOSURE -Instrumental-

### DVD
1. Memorial Snow -Music Clip-

## 収録アルバム
Memorial Snow
- 『GRAVITY』
- 『TRF 20TH Anniversary COMPLETE SINGLE BEST』

CLOSURE
- 『GRAVITY』